# Treillières
Treillières är en kommun i departementet Loire-Atlantique i regionen Pays de la Loire i nordvästra Frankrike. Kommunen ligger i kantonen La Chapelle-sur-Erdre som tillhör arrondissementet Nantes. År 2022 hade Treillières 10 414 invånare.

## Befolkningsutveckling
Antalet invånare i kommunen Treillières
| Referens: INSEE |